# El Castillo (Garafía)
El Castillo es una localidad española del municipio de Garafía, en la provincia de Santa Cruz de Tenerife, comunidad autónoma de Canarias. Este núcleo se encuentra entre los barrios de Las Tricias y Cueva del Agua. Su altitud va desde los 0 metros de la costa hasta los 2.400 metros en el entorno del Roque de Los Muchachos.
En este barrio podemos encontrar puntos de interés turístico como el Porís de Lomada Grande, un antiguo embarcadero de mercancías donde hoy se encuentra un pequeño puerto deportivo con zona de baño. Asimismo se puede disfrutar de los espectaculares acantilados que caracterizan la costa del norte de la isla de La Palma.

## El Porís de Lomada Grande

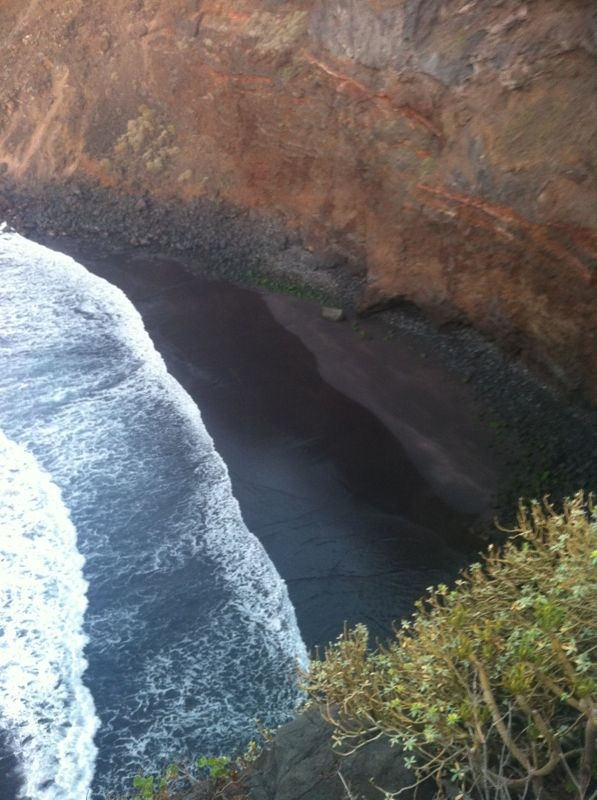
Playa de Lomada Grande

Está situado en el paisaje típico de la costa norte de la Islas de La Palma, formado por grandes acantilados. 
El acceso es complicado, pues hay que llegar en vehículo todoterreno y continuar a pie por el sendero hasta la zona de baño. También se puede acceder a pie por los antiguos caminos reales que conectaban este porís (o prois) con los principales núcleos de población cercanos.
Antiguamente era un embarcadero, por donde embarcaban productos de origen agrícola y ganadero con rumbo a la capital de la isla, y desembarcaban productos destinados a los habitantes de los barrios de El Castillo, Cueva del Agua y Las Tricias. De forma ocasional también se procedía al transporte de pasajeros.
Aunque cuenta con una playa de arena negra, el lugar de baño más frecuentado es una bahía natural con una charca o piscina natural. La zona soporta un fuerte oleaje, aunque las corrientes no son tan fuertes como en otras zonas del norte de la isla.